# Prodidomus maximus
Espèce
Prodidomus maximus est une espèce d'araignées aranéomorphes de la famille des Prodidomidae.

## Distribution
Cette espèce est endémique de la province de Sofala au Mozambique,. Elle se rencontre vers Canxixe.

## Description
La femelle holotype mesure 8,2 mm.
La femelle  décrite par Cooke en 1964 mesure 8,2 mm.

## Systématique et taxinomie
Cette espèce a été décrite par Lessert en 1936.

## Publication originale
- Lessert, 1936 : « Araignées de l'Afrique orientale portugaise, recueillies par MM. P. Lesne et B.-B. Cott. » Revue Suisse de Zoologie, vol. 43, no 9, p. 207-306 (texte intégral).